# Сон Джон Гук
Сон Джон Гук (родился 20 февраля 1979 года) — футболист из Южной Кореи.

## Клубная карьера
Клубную карьеру Сон Джон Гук начал в 2001 году, сыграв за южнокорейский клуб «Пусан Ай Конс». В 2002 году он начал играть за нидерландский клуб «Фейеноорд». Начиная с 2005 по 2010 он играл за южнокорейский клуб «Сувон Самсунг Блюуингз». Затем в 2010 году представлял «Аль-Шабаб» (Саудовская Аравия). В 2011 году Сон Джон Гук играл за два клуба: вначале за «Ульсан Хёндэ» (Южная Корея), а затем за «Тяньцзинь Тэда» (Китай).

## Игры за сборную
Сон Джон Гук сыграл за сборную Республики Кореи в 2000—2007 годах.

## Государственные награды
- Орден «За спортивные заслуги» 2 класса Республики Корея — орден Отважного тигра (2 июля 2002)[3]